# Панчу (Вранча)
Панчу (рум. Panciu) насеље је у Румунији у округу Вранча у општини Панчу. Oпштина се налази на надморској висини од 201 m.

## Становништво
Према подацима из 2002. године у насељу је живело 5477 становника.

### Попис2002.
| Расподела становништва по националности 2002.‍ | Расподела становништва по националности 2002.‍ | Расподела становништва по националности 2002.‍ | Расподела становништва по националности 2002.‍ | Расподела становништва по националности 2002.‍ |
| --------------------------------------------- | --------------------------------------------- | --------------------------------------------- | --------------------------------------------- | --------------------------------------------- |
|                                               |                                               |                                               |                                               |                                               |
| Румуни                                        | Румуни                                        |                                               | 5.420                                         | 99,0%                                         |
| Мађари                                        | Мађари                                        |                                               | 5                                             | 0,1%                                          |
| Роми                                          | Роми                                          |                                               | 50                                            | 0,9%                                          |